# Ludwig Rupertus
Ludwig Rupertus (* 3. November 1911 in Landstuhl; † 28. November 1991 ebenda) war ein deutscher Politiker (CDU).

## Leben
Nach dem Besuch der Volksschule absolvierte Rupertus eine Schreinerlehre, die er 1929 mit der Gesellenprüfung abschloss. Er arbeitete im Anschluss als Schreiner in verschiedenen Betrieben, ging 1932 auf Wanderschaft und war danach zeitweise erwerbslos. Ab 1940 nahm er als Soldat am Zweiten Weltkrieg teil. Zuletzt geriet er in Gefangenschaft, aus der er 1945 heimkehrte. 1946 erhielt er eine Anstellung als Lagerhofverwalter bei der Stadt Landstuhl.
Rupertus beteiligte sich 1945 an der Gründung der CDU in Landstuhl und war auch Mitglied der Jungen Union. Er war von 1947 bis 1951 Vorsitzender der JU Landstuhl und wurde 1951 zum Vorsitzenden des dortigen CDU-Ortsverbandes gewählt. Von 1954 bis 1964 war er Vorsitzender des CDU-Kreisverbandes Kaiserslautern-Land.
Zunächst engagierte sich Rupertus in der Kommunalpolitik. Er war von 1946 bis 1956 Mitglied des Landstuhler Stadtrates und von 1952 bis 1956 Kreistagsmitglied des Landkreises Kaiserslautern, dessen Kreisausschuss er 1956 ebenfalls angehörte. Von 1952 bis 1956 war er Mitglied des Bezirkstages Pfalz. Bei den Landtagswahlen 1955, 1959, 1963 und 1967 wurde er jeweils über die Landesliste der CDU in den Landtag Rheinland-Pfalz gewählt, dem er bis 1971 angehörte. Im Parlament war er von 1955 bis 1967 Mitglied des Ausschusses für Sozialpolitik und Fragen der Vertriebenen und von 1967 bis 1971 Mitglied des Sozialpolitischen Ausschusses.

## Auszeichnungen
- 1968: Verdienstkreuz 1. Klasse der Bundesrepublik Deutschland